# Karl August von Hardenberg
Karl August baron von Hardenberg (ur. 31 maja 1750, zm. 26 listopada 1822) – reformator, polityk i książę pruski.

## Życiorys
Reformator, polityk i minister, który odegrał największą rolę wśród reformatorów Prus zagrożonych wówczas zniknięciem z mapy Europy. W 1795 doprowadził do zawarcia pokoju z Francją, co umożliwiło Prusom dokonanie III rozbioru Polski. W 1807 na żądanie Napoleona podał się do dymisji. Przeprowadził reformę państwa w duchu społecznego i gospodarczego liberalizmu. Uporządkował finanse, co umożliwiło Prusom spłacenie kontrybucji nałożonej przez Francję. Inicjator nowej organizacji archiwów, których najważniejszymi funkcjami miało być gromadzenie i udostępnianie materiałów źródłowych dla celów naukowych. Przeprowadził uwłaszczenie chłopów i sekularyzację dóbr kościelnych. Zniósł cechy oraz nadał prawa Żydom ustawą emancypacyjną z 11 marca 1812 r. Reprezentował Prusy na kongresach w Akwizgranie, Opawie i Weronie. Na kongresie wiedeńskim w latach 1814–1815, zwołanym w celu dokonania zmian terytorialnych i ustrojowych po Wielkiej Rewolucji Francuskiej i wojnach napoleońskich, decydujący głos mieli przedstawiciele pięciu mocarstw, jednym z tych przedstawicieli był Hardenberg.
W 1785 został kawalerem Orderu Orła Białego i Orderu Świętego Stanisława.